# Agrupamento

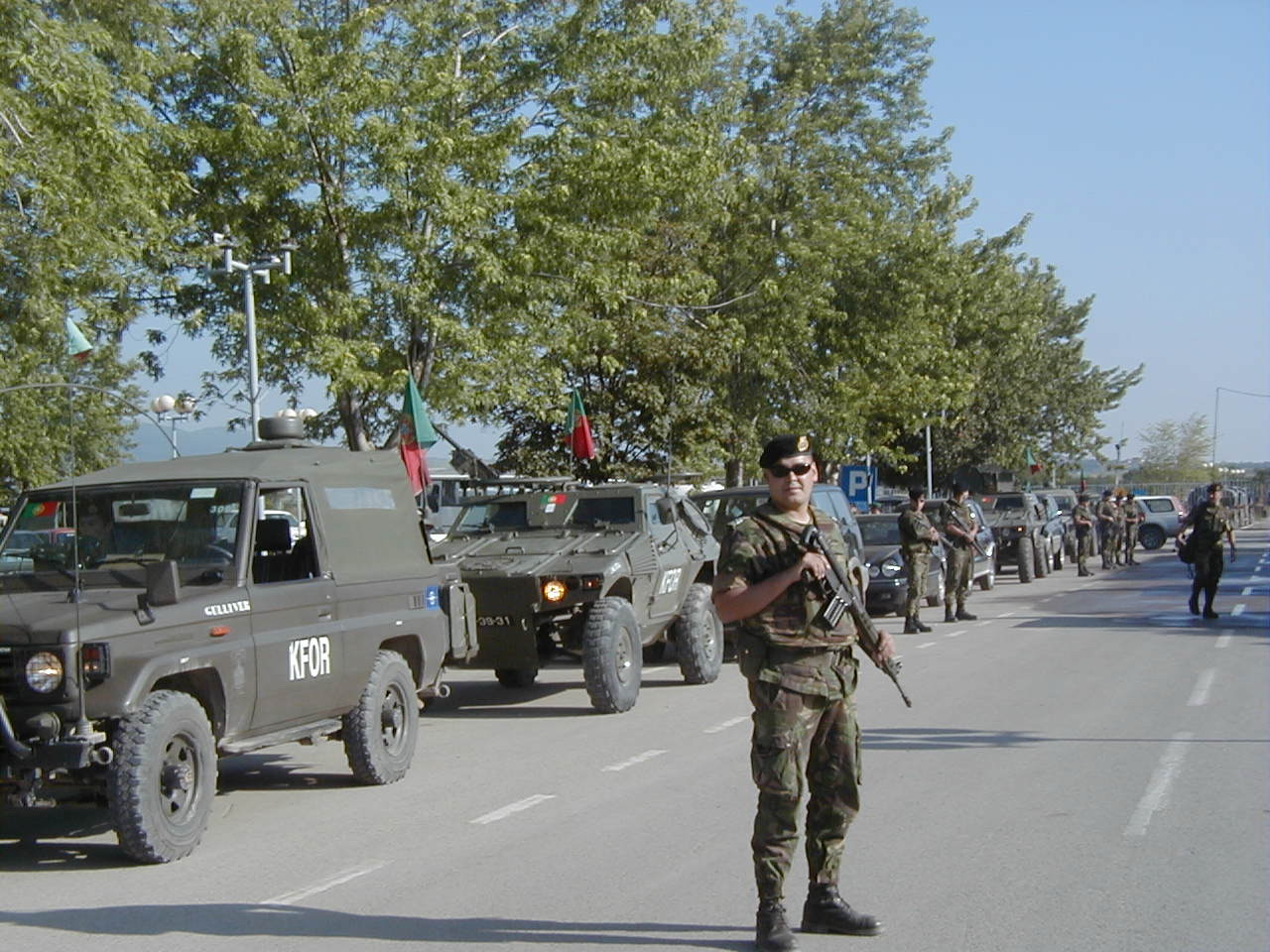
Tropas do Agrupamento Charlie do Exército Português no Kosovo, em 2000.

Um agrupamento ou grupamento é um tipo de unidade militar, organizada apenas temporariamente para o desempenho de uma determinada missão. Normalmente, tem as dimensões de um regimento ou batalhão, sendo comandado por um oficial superior.

## Agrupamento tático
Na moderna ciência militar, o agrupamento tático constitui a unidade base de manobra da força de combate de um exército. Conforme a terminologia adoptada pelas forças armadas de cada país, o agrupamento tático pode ter designações alternativas como "grupo de batalha", "força tarefa", "grupo de combate" ou "grupo de batalhão".
Um agrupamento tático moderno, normalmente, é formado com base num batalhão de infantaria ou num de carros de combate, normalmente comandados por um tenente-coronel, que também assume o comando do agrupamento. O batalhão base fornece ao agrupamento os elementos de estado-maior, comando e serviços que são complementados por uma mistura adequada de elementos de carros de combate, de infantaria e de armas de apoio, talhada à medida da missão atribuída.
A organização de um agrupamento tático é flexível e pode ser reestruturada rapidamente de modo a poder adaptar-se às mudanças na situação tática. Por exemplo no âmbito das forças blindadas, tipicamente, um agrupamento tático de caráter ofensivo baseia-se num batalhão de carros de combate (agrupamento tático blindado), incluindo dois esquadrões de carros, apoiados por uma companhia de infantaria mecanizada. Já um agrupamento de caráter mais defensivo (agrupamento tático mecanizado) pode estruturar-se com base num batalhão de infantaria mecanizada, incluindo duas companhias de infantaria apoiadas por um esquadrão de carros de combate. Além destes elementos de manobra, o agrupamento tático poderia incluir elementos de apoio de combate como uma bataria de artilharia de campanha e pelotões de reconhecimento, de defesa antiaérea, de armas anticarro e de engenharia.
Os agrupamentos táticos são frequentemente dividos em subagrupamentos táticos com a dimensão de companhias. Cada subagrupamento pode basear-se num esquadrão de carros de combate apoiado por um pelotão de infantaria ou, inversamente, numa companhia de infantaria apoiada por um pelotão de carros. O subagrupamento também pode incluir outros elementos de apoio. 
Na maioria dos exércitos, os agrupamentos táticos apenas são organizados para fins operacionais ou de treino. Quando não estão empenhados, os elementos que formariam um agrupamento tático mantêm-se junto às suas unidades de origem. Contudo, alguns exércitos mantêm agrupamentos táticos permanentemente organizados.